# Virola sebifera
Virola sebifera là một loài thực vật có hoa trong họ Myristicaceae. Loài này được Aubl. miêu tả khoa học đầu tiên năm 1775.